# Kirchberg (Haut-Rhin)
Pour les articles homonymes, voir Kirchberg.
Kirchberg [kiʁʃbɛʁɡ]  est une commune française située dans l'aire d'attraction de Mulhouse et faisant partie de la collectivité européenne d'Alsace (circonscription administrative du Haut-Rhin), en région Grand Est.
Cette commune se trouve dans la région historique et culturelle d'Alsace.

## Géographie
Point culminant : à l'ouest, le Baerenkopf à 1 074 m d'altitude.
C'est une des 188 communes du Parc naturel régional des Ballons des Vosges.

### Communes limitrophes
| Oberbruck            | Wegscheid            |  |
|                      | Kirchberg            |  |
| Lac du Lachtelweiher | Masevaux-Niederbruck |  |

### Hydrographie

#### Réseau hydrographique
La commune est traversée par la ligne de partage des eaux entre les bassins versants du Rhin et de la Saône au sein respectivement du bassin Rhin-Meuse et du bassin Rhône-Méditerranée-Corse. Elle est drainée par la Doller, le Lachtelweiherbaechel et le Soultzbach,,.
La Doller, d'une longueur de 46 km, prend sa source dans la commune de Dolleren et se jette  dans l'Ill à Mulhouse, après avoir traversé 17 communes. Les caractéristiques hydrologiques de la Doller sont données par la station hydrologique située sur la commune. Le débit moyen mensuel est de 2,53 m3/s. Le débit moyen journalier maximum est de 47,3 m3/s, atteint lors de la crue du 14 novembre 2023. Le débit instantané maximal est quant à lui de 70,4 m3/s, atteint le même jour.

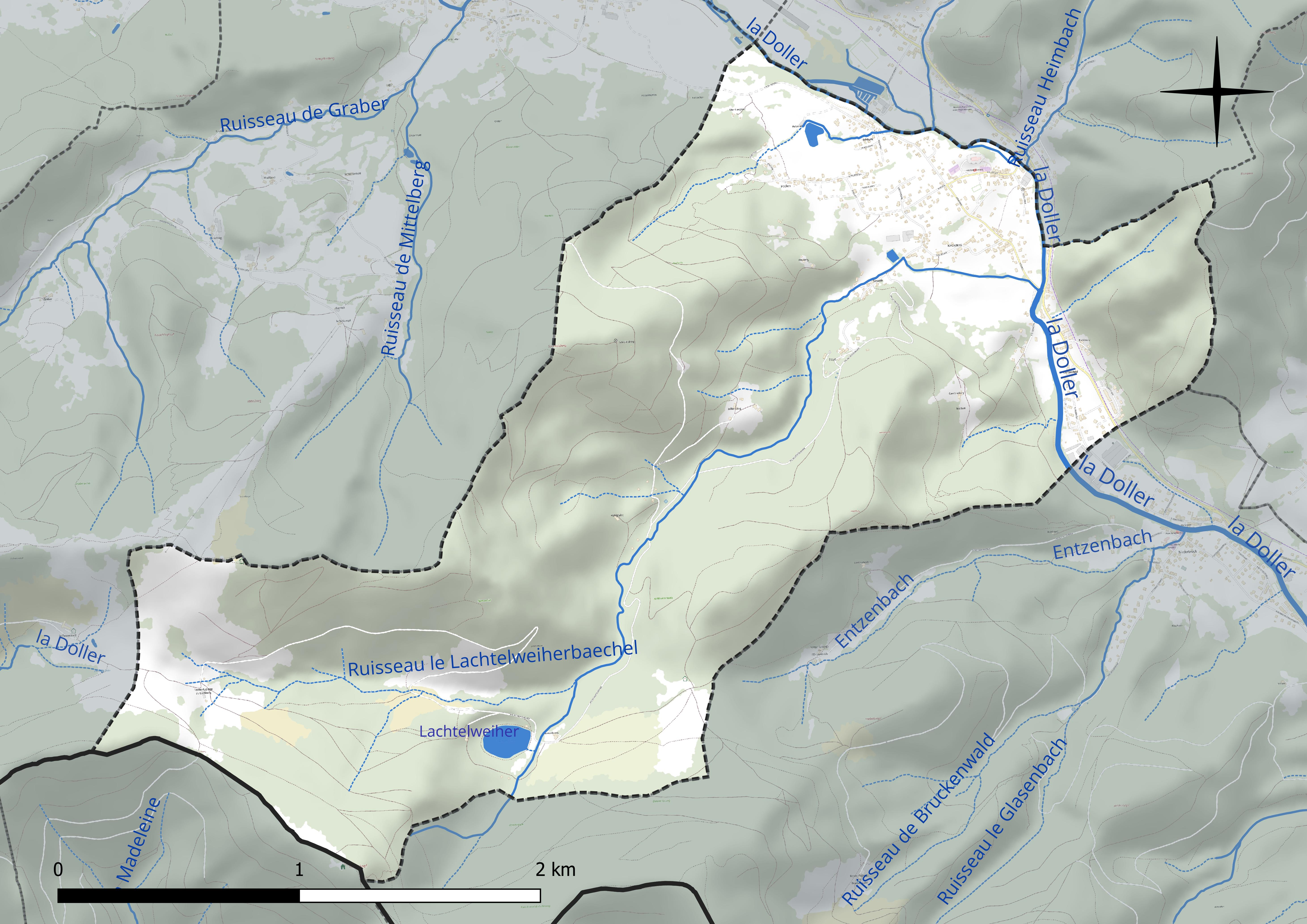
Réseau hydrographique de Kirchberg.

Un plan d'eau complète le réseau hydrographique : le lachtelweiher (2 ha),.

#### Gestion et qualité des eaux
Le territoire communal est couvert par le schéma d'aménagement et de gestion des eaux (SAGE) « Doller ». Ce document de planification concerne le bassin versant de la Doller dont le territoire s’étend sur 280 km2. Il a été approuvé le 15 janvier 2020. La structure porteuse de l'élaboration et de la mise en œuvre est le syndicat mixte « Rivières de Haute-Alsace ». 
La qualité des cours d’eau peut être consultée sur un site dédié géré par les agences de l’eau et l’Agence française pour la biodiversité. 

### Climat
Pour des articles plus généraux, voir Climat du Grand Est et Climat du Haut-Rhin.
En 2010, le climat de la commune est de type climat de montagne, selon une étude du Centre national de la recherche scientifique s'appuyant sur une série de données couvrant la période 1971-2000. En 2020, Météo-France publie une typologie des climats de la France métropolitaine dans laquelle la commune est exposée à un climat semi-continental et est dans la région climatique  Vosges, caractérisée par une pluviométrie très élevée (1 500 à 2 000 mm/an) en toutes saisons et un hiver rude (moins de 1 °C). 
Pour la période 1971-2000, la température annuelle moyenne est de 9,3 °C, avec une amplitude thermique annuelle de 16,7 °C. Le cumul annuel moyen de précipitations est de 1 568 mm, avec 12,6 jours de précipitations en janvier et 10,6 jours en juillet. Pour la période 1991-2020, la température moyenne annuelle observée sur la station météorologique de Météo-France la plus proche, « Sewen - Lac Alfeld_sapc », sur la commune de Sewen à 4 km à vol d'oiseau, est de 10,0 °C et le cumul annuel moyen de précipitations est de 2 282,3 mm. 
La température maximale relevée sur cette station est de 37,2 °C, atteinte le 24 juillet 2019 ; la température minimale est de −21 °C, atteinte le 12 janvier 1987,,. 
Les paramètres climatiques de la commune ont été estimés pour le milieu du siècle (2041-2070) selon différents scénarios d'émission de gaz à effet de serre à partir des nouvelles projections climatiques de référence DRIAS-2020. Ils sont consultables sur un site dédié publié par Météo-France en novembre 2022.

## Urbanisme

### Typologie
Au 1er janvier 2024, Kirchberg est catégorisée bourg rural, selon la nouvelle grille communale de densité à sept niveaux définie par l'Insee en 2022.
Elle appartient à l'unité urbaine de Kirchberg, une agglomération intra-départementale regroupant six  communes, dont elle est ville-centre,,. Par ailleurs la commune fait partie de l'aire d'attraction de Mulhouse, dont elle est une commune de la couronne,. Cette aire, qui regroupe 132 communes, est catégorisée dans les aires de 200 000 à moins de 700 000 habitants,.

### Occupation des sols
L'occupation des sols de la commune, telle qu'elle ressort de la base de données européenne d’occupation biophysique des sols Corine Land Cover (CLC), est marquée par l'importance des forêts et milieux semi-naturels (65,1 % en 2018), une proportion identique à celle de 1990 (65,1 %). La répartition détaillée en 2018 est la suivante : 
forêts (65,1 %), zones agricoles hétérogènes (16,9 %), prairies (12,2 %), zones urbanisées (5,8 %). L'évolution de l’occupation des sols de la commune et de ses infrastructures peut être observée sur les différentes représentations cartographiques du territoire : la carte de Cassini (XVIIIe siècle), la carte d'état-major (1820-1866) et les cartes ou photos aériennes de l'IGN pour la période actuelle (1950 à aujourd'hui).

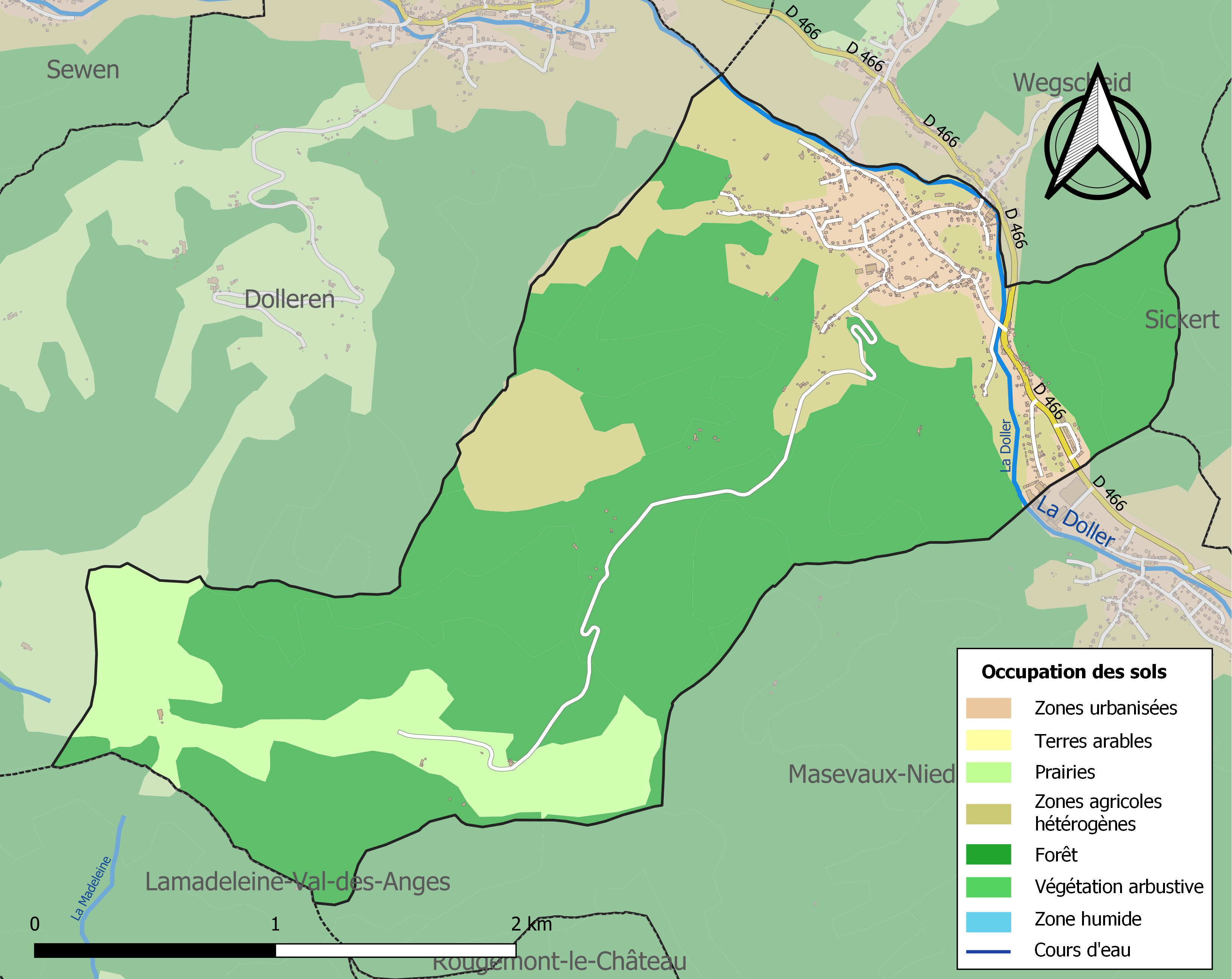
Carte des infrastructures et de l'occupation des sols de la commune en 2018 (CLC).

## Toponymie
Attestée sous les formes Kilchberg en 1482, Kilchberg en 1576, Kilchberg en 1691.
De kirche, « église » et berg, « la montagne ».

## Histoire
Le village de Kirchberg est né de la fusion de multiples hameaux. Les rues du villages portent le nom de ces hameaux : Kohlgrube, Willenbourg, Steye, Gaertnerberg, Strueth, Am Berg, Hecken, Hohbuhl, Langelfeld.
Les éléments architecturaux de l'église font remonter sa construction au XIIIe siècle. La naissance du village de Kirchberg (Kirch : église et Berg : montagne) pourrait donc remonter à cette période tout en faisant encore partie de la paroisse de Sewen.
En 1965, une entreprise locale fut chargée des travaux destinés à remplacer le chemin d'accès menant aux hameaux du haut du village par une route goudronnée. De nombreux villageois se souviennent des détonations d'explosifs utilisés quelquefois à l'excès pour venir à bout des rochers rencontrés sur le tracé des premiers lacets de la route. Les vitraux de l'église en firent également les frais.
Cette route qui dessert également le Lachtelweiher et l'émetteur de télévision du Spickelsberg, s'est vue prolongée, en 1980, par un chemin carrossable jusqu'à la ferme-auberge du Lochberg.

### Héraldique
| Blason de Kirchberg | Les armes de Kirchberg se blasonnent ainsi : « D'azur à l'église d'or, ajourée de sable, le clocher à senestre; un mur également d'or, maçonné de sable avec deux piliers intermédiaires, posé en fasce, brochant sur la partie inférieure de l'édifice et s'appuyant sur une terrasse de sinople chargée d'une fasce ondée d'argent. » |

## Politique et administration

### Budget et fiscalité 2014
En 2014, le budget de la commune était constitué ainsi :
- total des produits de fonctionnement : 573 000 €, soit 684 € par habitant ;
- total des charges de fonctionnement : 445 000 €, soit 531 € par habitant ;
- total des ressources d’investissement : 442 000 €, soit 528 € par habitant ;
- total des emplois d’investissement : 299 000 €, soit 357 € par habitant.
- endettement : 23 000 €, soit 27 € par habitant.

Avec les taux de fiscalité suivants :
- taxe d’habitation : 12,42 % ;
- taxe foncière sur les propriétés bâties : 13,60 % ;
- taxe foncière sur les propriétés non bâties : 103,20 % ;
- taxe additionnelle à la taxe foncière sur les propriétés non bâties : 50,60 % ;
- cotisation foncière des entreprises : 18,27 %.

### Liste des maires
| Période                                  | Période                   | Identité                                         | Étiquette | Qualité                    |
| ---------------------------------------- | ------------------------- | ------------------------------------------------ | --------- | -------------------------- |
| mars 2001                                | 2014                      | Christian Galli                                  |           |                            |
| mars 2014                                | En cours (au 31 mai 2020) | Fabienne Orlandi Réélue pour le mandat 2020-2026 | DVD       | Conseillère départementale |
| Les données manquantes sont à compléter. |                           |                                                  |           |                            |

## Démographie
L'évolution du nombre d'habitants est connue à travers les recensements de la population effectués dans la commune depuis 1793. Pour les communes de moins de 10 000 habitants, une enquête de recensement portant sur toute la population est réalisée tous les cinq ans, les populations de référence des années intermédiaires étant quant à elles estimées par interpolation ou extrapolation. Pour la commune, le premier recensement exhaustif entrant dans le cadre du nouveau dispositif a été réalisé en 2008.

En 2022, la commune comptait 716 habitants, en évolution de −8,44 % par rapport à 2016 (Haut-Rhin : +0,66 %, France hors Mayotte : +2,11 %).
| 1793 | 1800 | 1806 | 1821 | 1831 | 1836 | 1841 | 1846 | 1851 |
| ---- | ---- | ---- | ---- | ---- | ---- | ---- | ---- | ---- |
| 540  | 504  | 503  | 478  | 670  | 718  | 697  | 716  | 711  |

| 1856 | 1861 | 1866 | 1871 | 1875 | 1880 | 1885 | 1890 | 1895 |
| ---- | ---- | ---- | ---- | ---- | ---- | ---- | ---- | ---- |
| 756  | 728  | 732  | 751  | 706  | 699  | 705  | 744  | 753  |

| 1900 | 1905 | 1910 | 1921 | 1926 | 1931 | 1936 | 1946 | 1954 |
| ---- | ---- | ---- | ---- | ---- | ---- | ---- | ---- | ---- |
| 763  | 743  | 777  | 761  | 717  | 663  | 675  | 715  | 671  |

| 1962 | 1968 | 1975 | 1982 | 1990 | 1999 | 2006 | 2008 | 2013 |
| ---- | ---- | ---- | ---- | ---- | ---- | ---- | ---- | ---- |
| 696  | 685  | 656  | 709  | 802  | 843  | 824  | 818  | 811  |

| 2018 | 2022 | - | - | - | - | - | - | - |
| ---- | ---- | - | - | - | - | - | - | - |
| 743  | 716  | - | - | - | - | - | - | - |

## Lieux et monuments

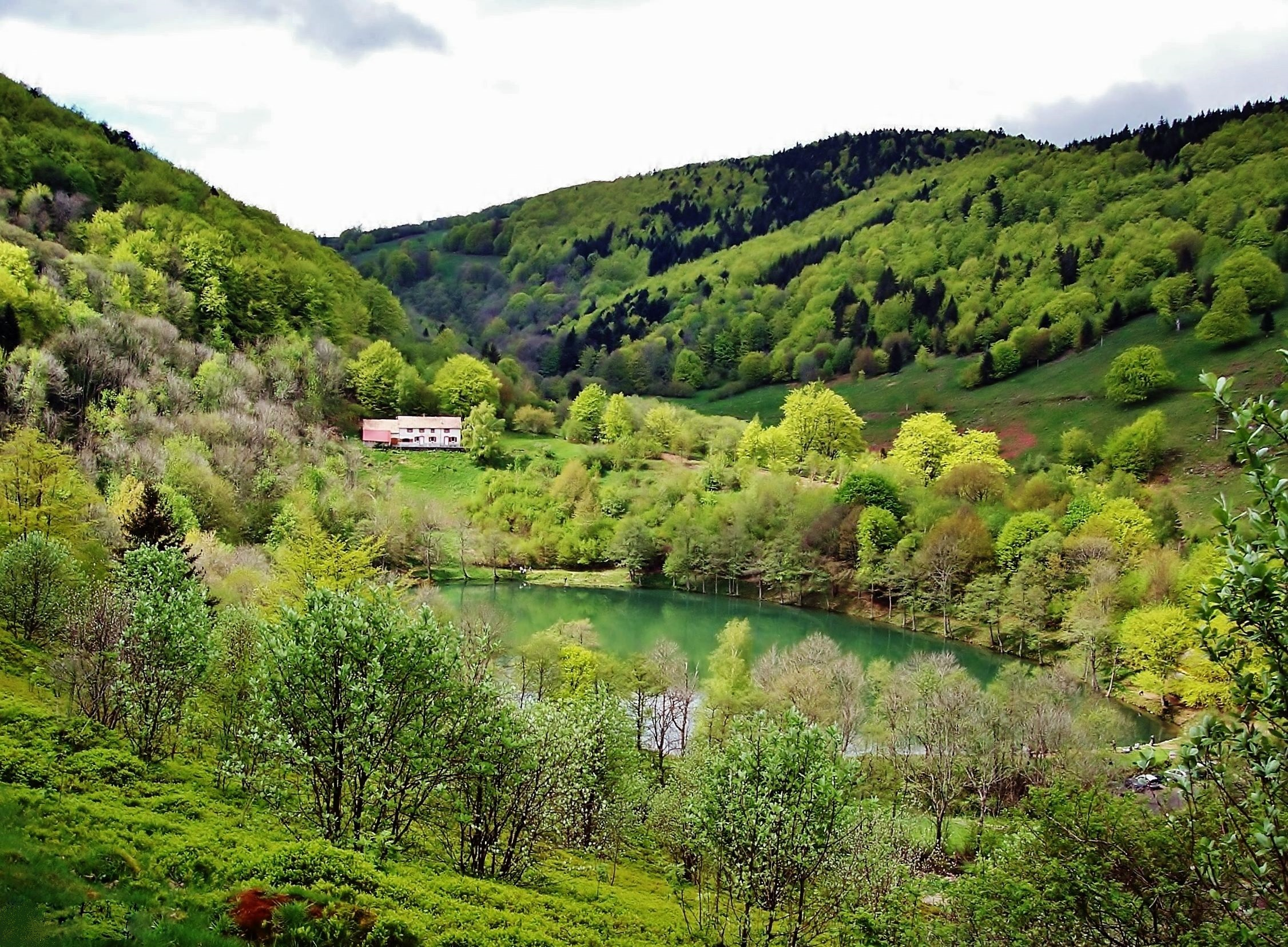
La combe verdoyante du Lachteilweiher

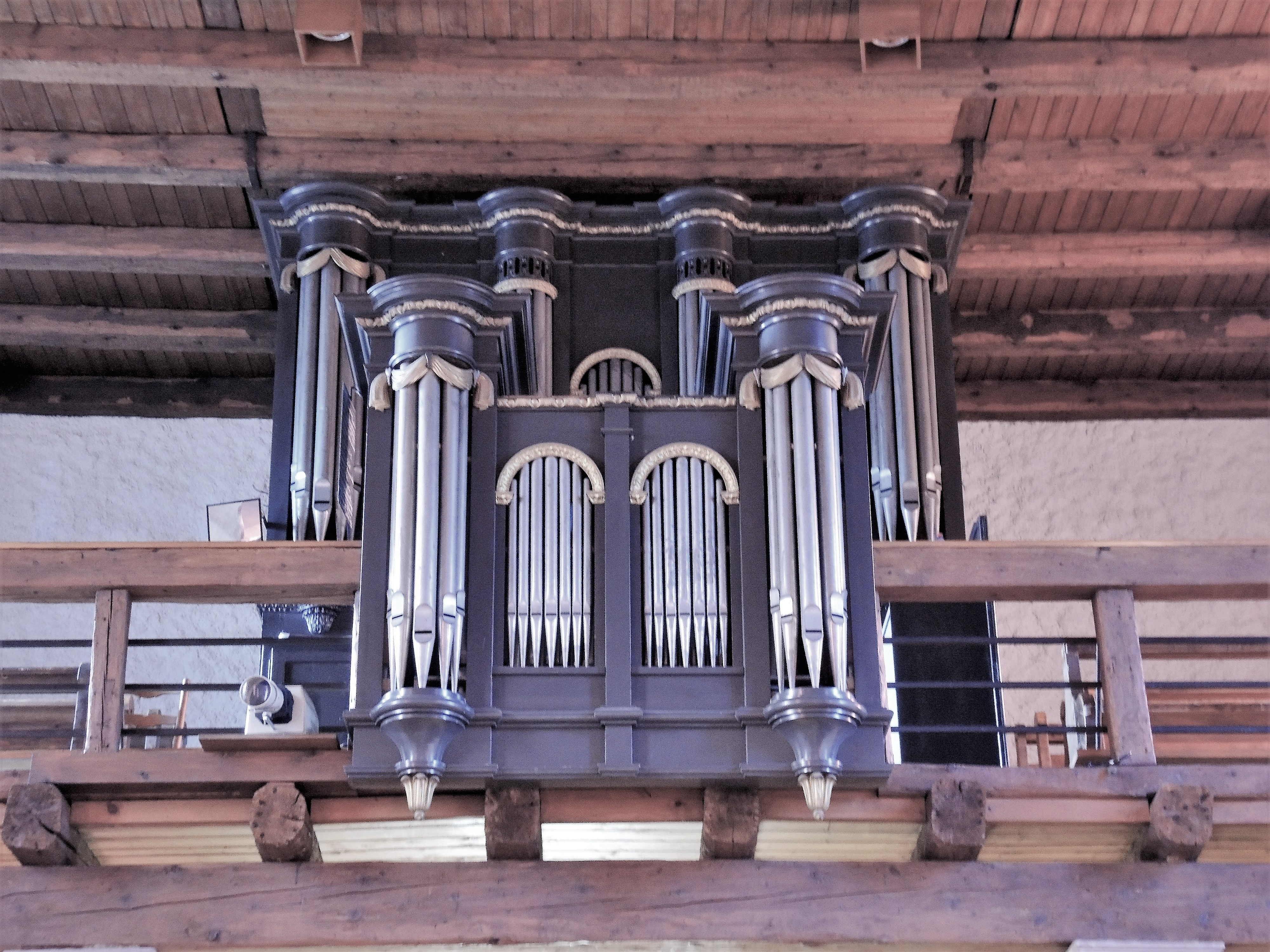
Orgue de Rickenbach

- La combe verdoyante du LachteilweiherChaume du BaerenkopfOrgue de RickenbachL'église Saint-Vincent[31],

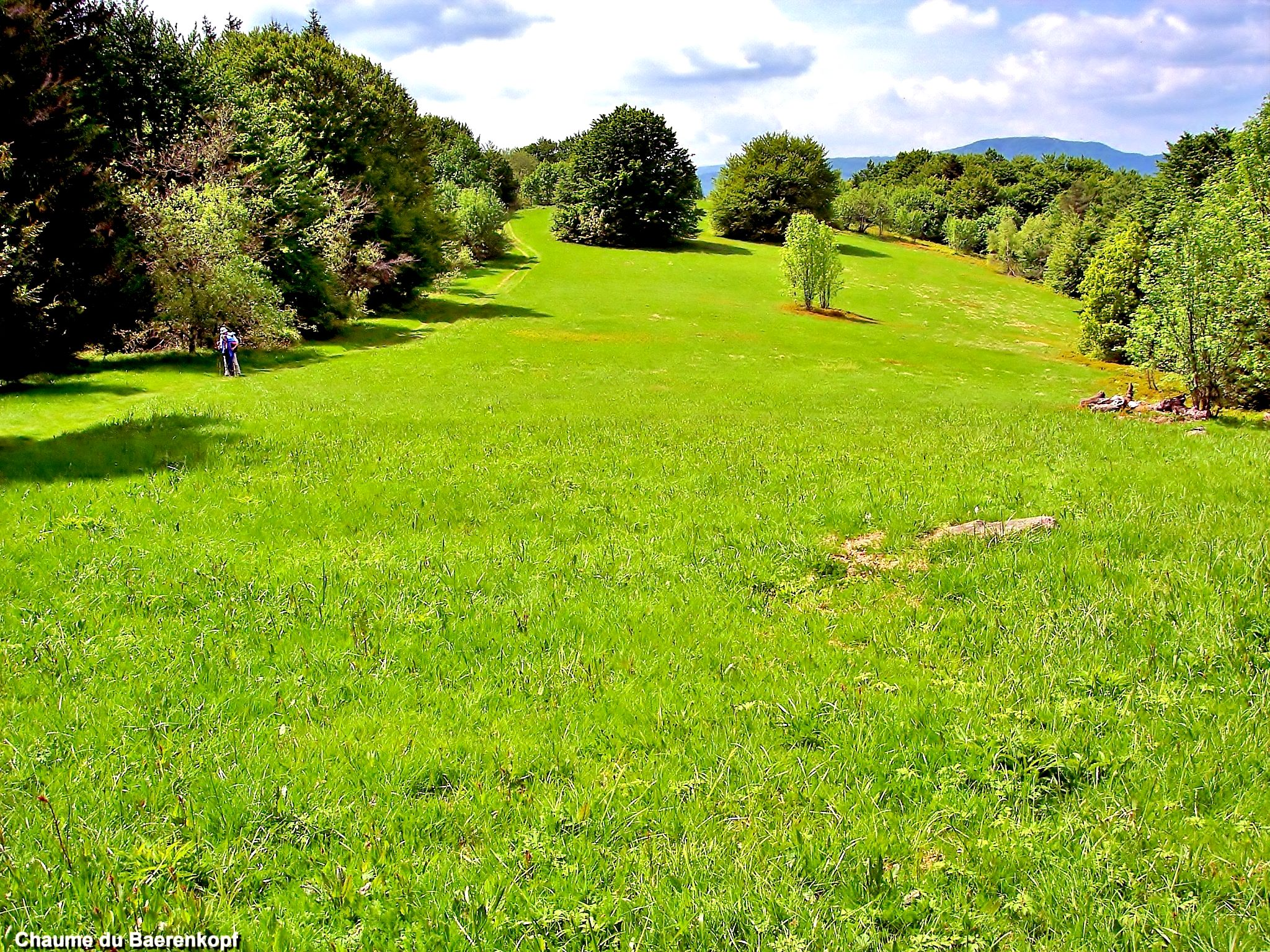
Chaume du Baerenkopf

ses deux cloches inscrites sur l'inventaire supplémentaire des monuments historiques, au titre des objets mobiliers : l'une du XIIIe siècle ou XIVe siècle et l'autre du XVe siècle,
l'orgue de 1845 de Valentin Rinckenbach (facteur d'orgues),.
- Monument aux morts commun aux communes de Kirchberg et de Wegscheid[36] et monuments commémoratifs.
- Lac du Lachtelweiher.
- Baerenkopf.

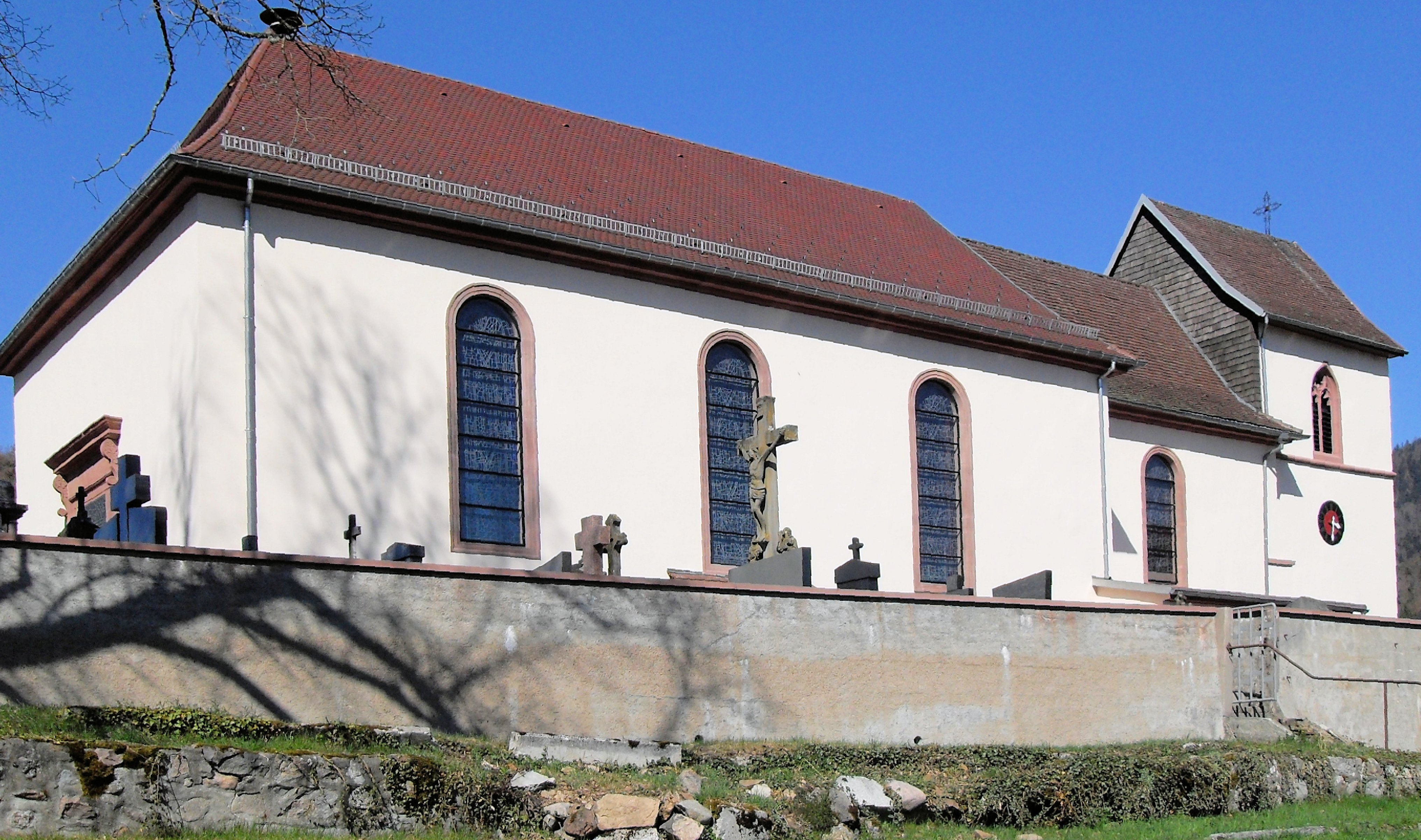
L'église Saint-Vincent.
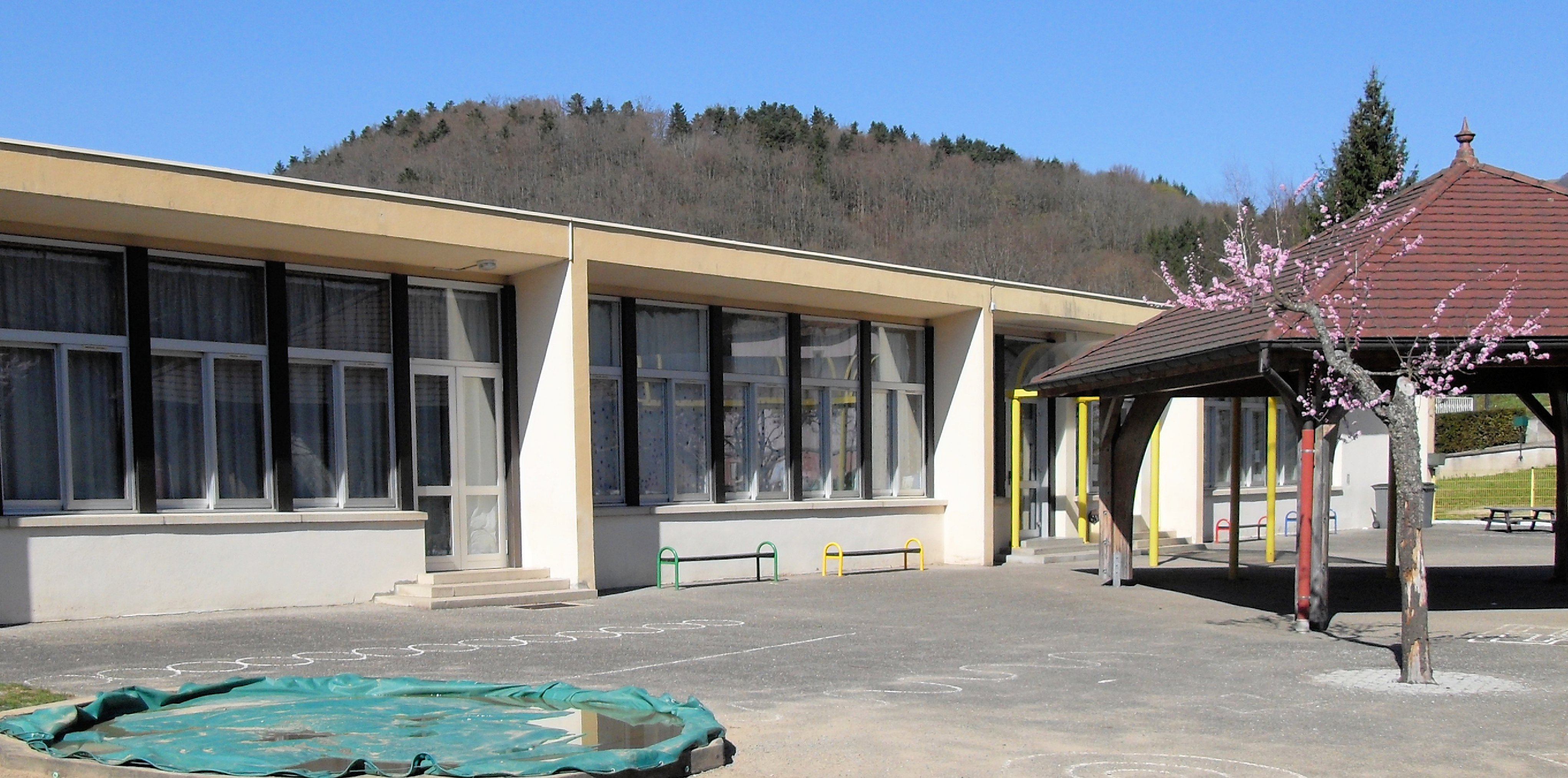
L'école.